# Sankt Gangloff
Sankt Gangloff (abrégé St. Gangloff) est une commune allemande de l'arrondissement de Saale-Holzland, dans le land de Thuringe.

## Géographie
Sankt Gangloff se situe dans le Holzland thuringien (en). Elle se trouve au niveau de l'échangeur de Hermsdorf (de) sur la Bundesautobahn 9.
| Mörsdorf                 | Schleifreisen       | Reichenbach |
| Lippersdorf-Erdmannsdorf | Sankt Gangloff      | Kraftsdorf  |
| Ottendorf                | Eineborn/Tautendorf | Lindenkreuz |

## Histoire
Sankt Gangloff est mentionné pour la première fois en 1266. Le village doit son nom à une chapelle consacrée à Gangolf d'Avallon.

## Source de la traduction
- (de) Cet article est partiellement ou en totalité issu de l’article de Wikipédia en allemand intitulé « St. Gangloff » (voir la liste des auteurs).